# Tomás Pinpin
Tomás Pinpin est un écrivain, imprimeur et éditeur philippin des XVIe et XVIIe siècles. Il est le premier Philippin à avoir imprimé un livre en ancien tagalog, Arte y Reglas de la Lengua Tagala, écrit par Francisco Blancas de San Jose. Il publie également le premier dictionnaire de langue vernaculaire de l'archipel, ainsi que Sucesos Felices, un bulletin d'information qui demeure le premier essai de presse écrite aux Philippines. 

## Biographie
Tomás Pinpin, qui possède vraisemblablement des origines chinoises, est né entre 1580 et 1585 à Barrio Mabatang, Abucay dans la province de Bataan, à l'époque de la colonisation espagnole.
En 1637, Tomás Pinpin imprime ce qui est souvent considéré comme le premier journal philippin, Sucesos Felices, dans lequel des informations sur le conflit entre Espagnols et musulmans à Mindanao sont narrées. Un second numéro parait en 1639.